# RILAK

Расположение RILAK на карте (помечено красным кружком)

Rīgas laku un krāsu rūpnīca или RILAK (Рижский лакокрасочный завод) — латвийское предприятие по производству лаков и красок, было основано в 1898 году.

## История
12 марта 1898 года, на берегу Даугавы была построена «Русская фабрика анилиновых красителей Леопольд Касселя и Ко», основной продукцией фабрики были анилиновые краски.

«Русская фабрика анилиновых красителей Леопольд Касселя и Ко»

Позже ассортимент продукции расширился, в 1937 году фабрика была куплена Рижским предпринимателем Мартиньшом Калниньшом, он также переименовал название фабрики, фабрика получила название «Химическая фабрика Мартиньша Калниньша», предприятие начало производить сухие и маслянистые краски, минеральные пигменты, антисептики для древесины и стиральный порошок.
В 60-е годы XX века велась реконструкция цехов предприятия, также строились новые производственные цехи, предприятие получило название «Рижский лакокрасочный завод», был реконструирован цех по производству эмалей, был построен цех по производству тары.

## Экспорт
Экспорт продукции составляет более 50 %, продукция экспортируется в Литву, Эстонию, Россию, Украину, Казахстан.